# Greensboro
Greensboro ( udtale ?, tidligere Greensborough) er administrationsbyen Guilford County i North Carolina, USA. Det er den tredjemest befolkningsrige by i North Carolina efter Charlotte og hovedstaden Raleigh og den største by i Piedmont Triad metropolitan region. Ved folketællingen i 2020 var befolkningstallet 299.035. Tre store motorveje (Interstate 40, Interstate 85 og Interstate 73) i Piedmontregionen i det centrale North Carolina krydser hinanden ved Greensboro.
I 1808 blev Greensborough (stavemåden indtil 1895) planlagt omkring en central retsbygning som skulle afløse Guilford Court House som countysæde. Domstolen blev således placeret tættere på det geografiske centrum i Guilford County, på et sted, der på det tidspunkt var lettere at nå for størstedelen af områdets borgere, som rejste til hest eller til fods.